# Roodbuikreiger
De roodbuikreiger (Ardeola rufiventris) is een vogel uit de familie van de reigers (Ardeidae).

## Kenmerken
Dit is een kleine donkere reiger met een donkergrijs hoofd, rug en borst in contrast met een roodbruine buik, vleugels en staart. In de vlucht contrasteren de helder gele poten met de donkere veren aan de onderzijde van het lichaam. De jongen zijn bleker en bruiner.

## Voeding en habitat
De roodbuikreiger leeft van vissen, insecten, kleine schaaldieren en kikkers waar hij op jaagt in ondergelopen graslanden, moerassen, overstromingsgebieden en ondiep water langs oevers van meren en beken.

## Verspreiding
De roodbuikreiger komt voor van Oeganda en zuidelijk Kenia tot zuidelijk Angola, noordelijk Botswana en het oosten van Zuid-Afrika.

## Status
De grootte van de populatie wordt geschat op 10.000-100.000. Op de Rode lijst van de IUCN heeft deze soort de status niet bedreigd.